# Mondovì
Mondovì (piemontiul: Ël Mondvì) település Olaszországban, Piemont régióban, Cuneo megyében. Lakosainak száma 22 040 fő (2023. január 1.). Mondovì Bastia Mondovì, Briaglia, Cigliè, Magliano Alpi, Monastero di Vasco, Morozzo, Niella Tanaro, Pianfei, Rocca de’ Baldi, Carrù, Margarita, Villanova Mondovì és Vicoforte községekkel határos.

## Népessége
A település lakossága az elmúlt években az alábbi módon változott:
| Lakosok száma | 22 511 | 22 444 | 22 040 |
|               | 2017   | 2018   | 2023   |

## Nevezetességek
A Xavéri Szent Ferenc-templomot (amely egykor a jezsuita rend temploma volt) Andrea Pozzo freskói ékesítik.